# Кулайгыр (Карагандинская область)
Кулайгыр (каз. Құлаайғыр) — село в Абайском районе Карагандинской области Казахстана. Административный центр Кулайгырского сельского округа. Находится примерно в 20 км к юго-юго-востоку (SSE) от города Абай, административного центра района. Код КАТО — 353261100.

## Население
В 1999 году численность населения села составляла 1550 человек (821 мужчина и 729 женщин). По данным переписи 2009 года, в селе проживало 1467 человек (718 мужчин и 749 женщин).